# Parque estatal del río Little Manatee

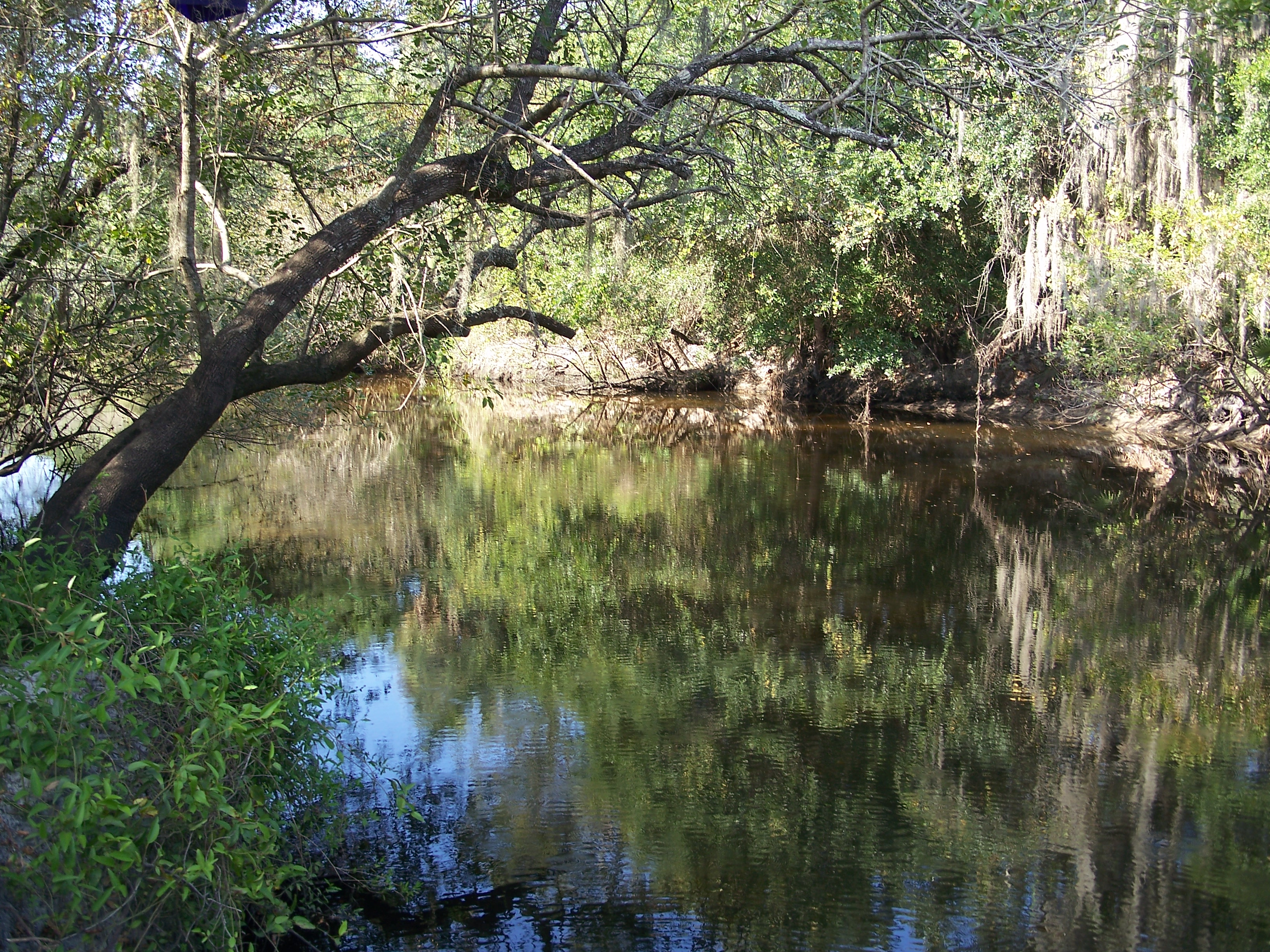
Parque estatal del río Little Manatee

El parque estatal del río Little Manatee es un parque natural de 985 ha en el estado estadounidense de Florida, situado 8 km al sur de Sun City Center y a lo largo del rio Little Manatee. En el parque se pueden realizar actividades de ocio como kayak, canoa, pescar, montar a caballo, acampar y disfrutar de las vistas de la fauna salvaje. Entre dicha fauna podemos encontrar la chara floridana, el venado de cola blanca, el parulido, el mapache, el armadillo de nueve bandas, el gato montés, el aligator americano o la nutria de rio norteamericana.
Hay un área de pícnic en la ribera del río con mesas, parrillas y pabellones. El parque está abierto desde las 8 a. m. hasta la caída del sol durante todo el año.